# Сакала, Ярослав
Ярослав Сакала (чеш. Jaroslav Sakala; род. 14 июля 1969 года) — чешский прыгун с трамплина, призёр Олимпийских игр и чемпионатов мира. Чемпион мира по полётам на лыжах.

## Карьера
Заниматься прыжками с трамплина начал в десятилетнем возрасте. В 1989 году дебютировал на Кубке мира в качестве прыгуна национальной группы на домашнем этапе в Гаррахове, где сразу набрал первые очки, показав 15-й результат.
Регулярно в Кубке мира начал выступать с сезона 1991/92, когда Сакала вошёл в десятку лучших на Турне четырёх трамплинов. На Олимпийских играх в Альбервиле выступал в состав сборной Чехословакии и смог завоевать бронзовую медаль в командном турнире. В личных первенствах не пробивался в десятку сильнейших.
Наиболее удачным в карьере чеха стал сезон 1992/93. Ярослав одержал в сезоне две победы (обе на полётном этапе в Бад-Миттендорфе) и стал вторым в общем зачёте, уступив 21 балл австрийцу Гольдбергеру и выиграл малый хрустальный глобус в зачёте по полётам на лыжах. На чемпионате мира в шведском Фалуне Сакала завоевал три медали из трёх возможных. На нормальном трамплине был третьим, на большом стал вторым, уступив норвежцу Эспену Бредесену чуть более двух баллов. В командном турнире объединённая команда Чехии и Словакии (квалификация на турнир проходила до разделения Чехословакии на два государства) стала второй, уступив только норвежцам.
В 1994 году Сакала стал чемпионом мира по полётам, выиграв турнир в словенской Планице. На Олимпийских играх в Лиллехаммере показал лучший результат в карьере на Играх, став седьмым на большом трамплине. Такое же место заняла чешская сборная и в командном первенстве на том же трамплине.
В следующие годы из-за конфликта с чешской федерацией Сакала выступал в Кубке мира нерегулярно, в основном появляясь на полётных этапах. Из четырёх побед в карьере чешского прыгуна три были одержаны именно на гигантских трамплинах.
В 1998 году на своей третьей Олимпиаде чешский прыгун вновь стал седьмым в команде, а в личных турнирах не попадал даже в число двадцати сильнейших.
Завершил спортивную карьеру в 2002 году. После этого владел спортивным магазином, ночным клубом. Позднее занял пост главного тренера женской сборной Чехии по прыжкам с трамплина.